# Goldenes Kalb (Filmpreis)/Beste Regie
Das Goldene Kalb für die beste Regie (Gouden Kalf voor de beste regie) honoriert beim jährlich veranstalteten Niederländischen Filmfestival die beste Leistung eines Regisseurs oder einer Regisseurin in einem Wettbewerbsfilm. Die Auszeichnung wurde erstmals im Jahr 1983 verliehen. Über die Vergabe des Preises stimmt eine Wettbewerbsjury ab.

## Preisträger
| Jahr | Preisträger         | Film                | Deutscher Verleihtitel               |
| ---- | ------------------- | ------------------- | ------------------------------------ |
| 1983 | Dick Maas           | De lift             | Fahrstuhl des Grauens                |
| 1984 | Rudolf van den Berg | Bastille            |                                      |
| 1985 | Paul Verhoeven      | Flesh & Blood       | Flesh and Blood                      |
| 1986 | Alex van Warmerdam  | Abel                | Abel                                 |
| 1987 | Dick Maas           | Flodder             | Flodder – Eine Familie zum Knutschen |
| 1988 | Pieter Verhoeff     | Van geluk gesproken |                                      |
| 1989 | Frans Weisz         | Leedvermaak         | Leas Hochzeit                        |
| 1990 | Frouke Fokkema      | Kracht              |                                      |
| 1991 | Frans Weisz         | Bij nader inzien    |                                      |
| 1992 | Alex van Warmerdam  | De noorderlingen    | Noorderlingen                        |
| 1993 | Ben Sombogaart      | Het zakmes          | Das Taschenmesser                    |
| 1994 | Rosemarie Blank     | Rit over de grens   | Ritt über die Grenze                 |
| 1995 | Marleen Gorris      | Antonia             | Antonias Welt                        |
| 1996 | Theo van Gogh       | Blind Date          |                                      |
| 1997 | Rudolf van den Berg | For My Baby         |                                      |
| 1998 | Karim Traïdia       | De Poolse bruid     | Die polnische Braut                  |
| 1999 | Roel Reiné          | The Delivery        | The Delivery                         |
| 2000 | Jean van de Velde   | Lek                 | Verrat in den eigenen Reihen         |
| 2001 | Martin Koolhoven    | De grot             |                                      |
| 2002 | Alejandro Agresti   | Valentin            | Mutter gesucht                       |
| 2003 | Pieter Kuijpers     | Van God los         | Godforsaken                          |
| 2004 | Eddy Terstall       | Simon               | Simon                                |
| 2005 | Nanouk Leopold      | Guernsey            | Fremd im eigenen Leben               |
| 2006 | Paul Verhoeven      | Zwartboek           | Black Book                           |
| 2007 | Mijke de Jong       | Tussenstand         |                                      |
| 2008 | Joram Lürsen        | Alles is liefde     |                                      |
| 2009 | Urszula Antoniak    | Nothing Personal    | Nothing Personal                     |
| 2010 | Rudolf van den Berg | Tirza               |                                      |
| 2011 | Nanouk Leopold      | Brownian Movement   | Brownian Movement                    |
| 2012 | Paula van der Oest  | The Domino Effect   |                                      |
| 2013 | Jim Taihuttu        | Wolf                |                                      |
| 2014 | Saskia Diesing      | Nena                | Nena – Viel mehr geht nicht          |
| 2015 | Remy van Heugten    | Gluckauf            |                                      |
| 2016 | Boudewijn Koole     | Beyond Sleep        |                                      |
| 2017 | Martin Koolhoven    | Brimstone           | Brimstone                            |
| 2018 | Jaap van Heusden    | In Blue             |                                      |
| 2019 | Sacha Polak         | Dirty God           |                                      |
| 2020 | Mischa Kamp         | Kapsalon Romy       | Romys Salon                          |